# هوفر (شركة)
شركة هوفر (The Hoover Company) هي شركة مكانس كهربائية تأسست في ولاية أوهايو في الولايات المتحدة. كما أنشأت قاعدة رئيسية في المملكة المتحدة ؛ وهيمنت ، في الغالب في القرن العشرين، على صناعة المكنسة الكهربائية ، لدرجة أن اسم العلامة التجارية هوفر أصبح مرادفًا للمكانس الكهربائية والمكنسة الكهربائية في المملكة المتحدة وأيرلندا. كانت هوفر جزءًا من هوايربول ، ولكن تم بيعه في عام 2006 لشركة تكترونيك للصناعات مقابل 107 مليون دولار. انفصلت هوفر أوروبا / المملكة المتحدة عن هوفر الولايات المتحدة في عام 1993، وكانت قد استحوذت عليها شركة تكترونيك سابقًا. استحوذت عليها كاندي في عام 1995 والتي استحوذت عليها هاير في عام 2019.
بالإضافة إلى إنتاج منتجات العناية بالأرضيات ، كانت هوفر أيضًا علامة تجارية شهيرة للأجهزة المنزلية في أوروبا، وهي معروفة بشكل خاص بغسالاتها ومجففات الملابس في المملكة المتحدة وأيرلندا، كما حققت مبيعات كبيرة في أجزاء كثيرة من أوروبا. اليوم، تظل علامة هوفر أوروبا التجارية ، كجزء من مجموعة العلامات التجارية المملوكة لشركة هاير ، لاعبًا رئيسيًا في قطاعات السلع البيضاء الأوروبية والعناية بالأرضيات في عدد من البلدان.

## وصلات خارجية
- موقع شركة هوفر